# Svarttjärnen (Hammerdals socken, Jämtland, 704301-149204)
Svarttjärnen är en sjö i Strömsunds kommun i Jämtland och ingår i Indalsälvens huvudavrinningsområde.